# Crotalaria lawalreeana
Crotalaria lawalreeana är en ärtväxtart som beskrevs av Rudolf Wilczek. Crotalaria lawalreeana ingår i släktet sunnhampor, och familjen ärtväxter. Inga underarter finns listade i Catalogue of Life.